# بردگوری ترکی
بردگوری ترکی در شهرستان کوهرنگ، روستای ترکی واقع شده و این اثر در تاریخ ۱۹ مرداد ۱۳۸۴ با شمارهٔ ثبت ۱۲۸۶۵ به‌عنوان یکی از آثار ملی ایران به ثبت رسیده است.